# امره وفا گوکتاش
امره وفا گوکتاش (به انگلیسی: Emre Vefa Göktaş)(متولد ۲۴ ژوئن ۱۹۹۸) یک کاراته کا اهل ترکیه است که در بخش کاتا کاراته شرکت می‌کند. او عضو شهرداری Kagithane SK است. او در آکادمی تربیت بدنی و ورزش دانشگاه غازی تحصیل می‌کند. او در مسابقات قهرمانی کاراته اروپا ۲۰۲۱ که در پورچ، کرواسی برگزار شد، مدال طلای مسابقات کاتای تیمی را کسب کرد. وی در مسابقات جهانی کاراته ۲۰۲۱ که در دبی امارات متحده عربی برگزار شد، در بخش کاتای تیمی مدال برنز را کسب کرد.